# Chaturbate
Chaturbate es un sitio web para adultos que ofrece transmisiones en vivo de actuaciones por parte de modelos de cámara web y parejas a través de webcams, típicamente con desnudos y actividades sexuales que van desde el striptease y la charla erótica hasta la masturbación con juguetes sexuales que a menudo es muy explícita. El sitio se divide en cinco categorías: cámaras femeninas, cámaras masculinas, cámaras de pareja, cámaras transgénero y espectáculos espía.
Chaturbate es un acrónimo de «chat» y «masturbate». A los espectadores se les permite ver contenido gratis (con la excepción de los espectáculos privados), aunque se debe pagar dinero en forma de tips (propinas) para ver ciertos tipos de contenido sexual. El sitio en sí mismo obtiene ingresos tomando aproximadamente el 40% de lo que los actores ganan. Asimismo, Chaturbate genera ingresos de la audiencia cuando compran tokens con sus tarjetas de crédito.
Para noviembre de 2019, el sitio estaba clasificado en el puesto número 22 del ranking mundial de Alexa. Es el mayor sitio de webcams para adultos que compite con las europeas BongaCams y LiveJasmin. Se estima que el sitio tiene alrededor de 4,1 millones de visitantes diferentes cada mes. Los actores pueden ganar dinero si se les da una propina con tokens. Cada token de Chaturbate vale $0.05 USD y una modelo necesita ganar al menos $50.00 USD para recibir el pago.